# Haematopota albicapilla
Haematopota albicapilla är en tvåvingeart som beskrevs av Alex Fain och Elsen 1981. Haematopota albicapilla ingår i släktet Haematopota och familjen bromsar.
Artens utbredningsområde är Rwanda. Inga underarter finns listade i Catalogue of Life.